# Bert Abbott
Herbert Wood „Bert“ Abbott (* 4. Quartal 1875 in Bromham; † 22. Oktober 1911 in Gibraltar) war ein englischer Fußballspieler. Der Mittelläufer kam Mitte der 1890er zu fünf Einsätzen für Nottingham Forest in der Football League First Division.

## Karriere
Abbott spielte für den lokalen Klub Ruddington, bevor er 1894 als einer von neun lokalen Spielern für die Reservemannschaft von Nottingham Forest verpflichtet wurde. Bei einem seiner ersten Auftritte für Forest, in einem Benefizspiel im September 1894 gegen den Lokalrivalen Notts Olympic, war er bei dem 9:0-Erfolg einer der „auffälligsten Spieler“ und zeigte „vielversprechende Ansätze“. Die Position des Mittelläufers in der ersten Mannschaft war bei Nottingham das gesamte Jahrzehnt über vom schottischen Nationalspieler John McPherson besetzt, sodass Abbott nur sporadisch zu Einsätzen in der ersten Mannschaft kam und in der Regel die Mittelläuferposition im Reserveteam besetzte. Abbott debütierte am Neujahrstag 1895 in der Football League First Division bei einem 0:0-Unentschieden bei den Blackburn Rovers; über Abbotts Leistung vor über 10.000 Zuschauern hielt ein Korrespondent fest: „Abbott [...] demonstrierte deutlich, dass er nur Gelegenheit benötigt, um sich zu einem sehr nützlichen Spieler zu entwickeln.“ Im restlichen Saisonverlauf folgten zwei weitere Einsätze in der Läuferreihe. Auch bei seinem zweiten Einsatz, einem 3:1-Sieg gegen Stoke, wurde er von Presseseite als „seinen Platz wert“ und für sein „überraschend intelligentes Spiel auf der Mittelläuferposition“ gelobt.
Im März 1895 spielte er in einem zugunsten von McPherson ausgetragenen Benefizspiel von lokalen Spielern aufseiten der „Engländer“ gegen die „Schotten“. Die englischen Spieler gewannen die Partie mit 3:0, Abbott war dabei kurzfristig für den englischen Nationalspieler von Sheffield United, Ernest Needham, eingesprungen. Mitte April 1895 wurde er in ein Auswahlteam der Notts Football League berufen, das gegen den Ligameister Bulwell United antrat (Endstand Rest der Liga - Bulwell United 1:2). In einem Saisonrückblick wurde er – ebenso wie seine Kollegen des Reserveteams Tom Walker, George Geary und John Hancock – als Spieler bezeichnet, die eine „vielversprechende Form zeigten.“
Im August 1895 zeigte er bei sommerlichen Temperaturen anlässlich einer 0:1-Niederlage in einem Übungsspiel zwischen der ersten Mannschaft („Reds)“ und der Reserve („Whites“) von Forest ein „intelligentes Spiel“. Im Anschluss an die Partie nutzten eine Vielzahl der Spieler den nahegelegenen River Trent zur Abkühlung. In der Saison 1895/96 folgte nur ein weiterer Pflichtspieleinsatz für Abbott: bei einem 4:2-Heimsieg am 28. Dezember gegen die Blackburn Rovers bei miserablen Wetterbedingungen erhielt er von den 5.000 Zuschauern für seine „exzellente Arbeit“ Beifall und in der Gästepresse wurde er dafür gelobt, den Blackburn-Mittelstürmer Peter Turnbull „hors de combat hinterlassen“ zu haben. Auch bei seinem fünften und letzten Einsatz in der Football League, einem 2:2-Unentschieden im Oktober 1897 gegen The Wednesday, attestierte ihm die Presse eine „glänzende Form“ und ein „äußerst nützlicher Ersatzmann“ für McPherson gewesen zu sein.
Ende August 1897 wurde Abbott für eine Ablöse von £20 vom Southern-League-Klub Sheppey United verpflichtet, um sich einen „Mittelläufer von Klasse“ leisten zu können, steuerten Vereinsanhänger die Ablösesumme bei. Kurze Zeit zuvor war bereits sein Mannschaftskamerad Joshua Hollis zu Sheppey United gewechselt. Bei Sheppey zählte Abbott in der Folge auf der Position des Mittelläufers zur Stammmannschaft, Ende März 1899 endete seine höherklassige Fußballlaufbahn nach 40 Ligaeinsätzen für Sheppey, da er im Rahmen seines Dienstes in der Royal Navy in die Marinestation auf Malta verlegt wurde. Im Oktober 1911 berichteten mehrere Zeitungen, dass Abbott im Alter von 35 Jahren bei einem Unglück in der Marinestation auf Gibraltar ertrank.